# Tetrahedron Park
Tetrahedron Park är en park i Kanada.   Den ligger i provinsen British Columbia, i den sydvästra delen av landet, 3 600 km väster om huvudstaden Ottawa. Tetrahedron Park ligger 1 295 meter över havet.
Terrängen runt Tetrahedron Park är bergig åt nordost, men åt sydväst är den kuperad. Tetrahedron Park ligger uppe på en höjd. Runt Tetrahedron Park är det mycket glesbefolkat, med 3 invånare per kvadratkilometer.. Närmaste större samhälle är Sechelt, 18,6 km sydväst om Tetrahedron Park. 
I omgivningarna runt Tetrahedron Park växer i huvudsak barrskog.